# 竜建章
竜建章（りゅう けんしょう）は、清末民初の政治家。北京政府の要人。字は伯敭。

## 事跡
1904年（光緒30年）、甲辰科進士となる。公立京師大学堂（北京大学の前身）を卒業した。以後、戸部主事、吏部員外郎、郵伝部郎中、出使各国考察憲政大臣参賛、郵伝部参議を歴任した。
中華民国成立後の1912年（民国元年）5月、北京政府の交通部参事となる。翌年、交通部電政司司長となった。その年末には郵伝局局長に任じられている。1914年（民国3年）5月、約法会議議員となる。
同年7月、貴州省黔中道尹に異動する。同年11月、署理貴州巡按使となり、1915年（民国4年）11月、正式に同職に就任した。12月、袁世凱が皇帝に即位すると、竜建章は一等男に封じられ、貴州護軍使劉顕世とともに、袁への支持を表明している。
反袁世凱の護国戦争が勃発すると、竜建章は貴州にあって袁を支持する姿勢を保とうとする。ところが翌年1月に、劉顕世も省内の圧力に耐えかねて反袁の姿勢を明らかにした。これにより孤立した竜は、貴州から逃亡してしまったのである。
1917年（民国6年）6月、竜建章は李経羲内閣で署理交通総長に任じられた。張勲復辟の中断を経て、段祺瑞内閣でも当初は留任したが、7月中に辞任した。
以後、竜建章の行方は不明である。

## 注
1. ↑  「敭」は「揚」の異体字。